# Dappy
Costadinos "Dappy" Contostavlos, född 11 juni 1987 i London, är en brittisk rappare av grek-cypriotisk härkomst.
Costadinos Contostavlos är en av medlemmarna i hiphop-gruppen N-Dubz. De övriga medlemmarna är hans kusin, sångerskan Tulisa Contostavlos, och rapparen Fazer (Richard Rawson).